# حزین، بعلبک
حزین (به عربی: حزين) یک روستا در لبنان است که در شهرستان بعلبک واقع شده‌است.
 حزین   ۹۹۰ متر بالاتر از سطح دریا واقع شده‌است.